# Эльки (река)

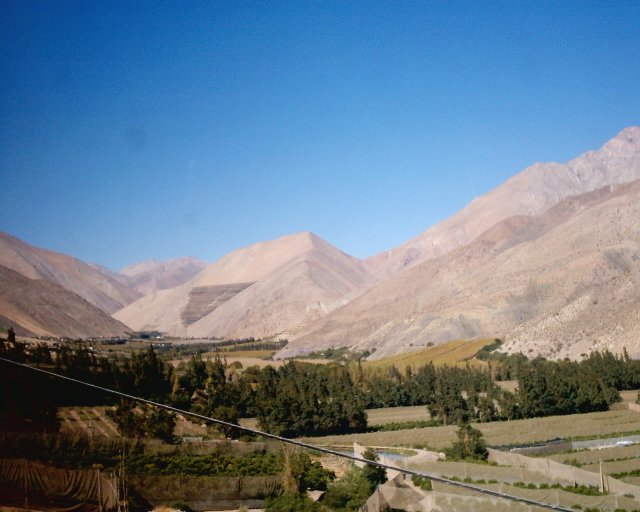
Долина реки Эльки.

Эльки (исп. Río Elqui) — река на севере области Кокимбо в Чили.
Река образуется при слиянии рек Турбио и Рио-Кларо на высоте 815 м над уровнем моря недалеко от посёлка Писко-Эльки и течёт на запад, впадая в Тихий океан возле города Ла-Серена. Недалеко от города Викунья река образует водохранилище Пукларо.
На берегах реки расположены населённые пункты Ла-Серена, Викунья, Пайгуано, Писко-Эльки.